# 偏坡布依族乡
偏坡布依族乡是中华人民共和国贵州省貴陽市乌当区下辖的一个民族乡。

## 行政区划
偏坡布依族乡下辖以下村级行政区划单位：
偏坡村和下院村。